# Reinold Kuipers
Reinold Kuipers (Groningen, 26 augustus 1914 - Amstelveen, 12 september 2005) was een Nederlandse dichter, drukker, copywriter en uitgever.
Kuipers was - samen met echtgenote Tine van Buul - van 1960 tot 1979 directeur van uitgeverij Querido. Hij was de broer van kunstenaar Abe Kuipers.

## Gepubliceerd werk (selectie)
- Koud vuur (1939)
- Groningsche poëzie (1941)
- Op losse schroeven (1946)

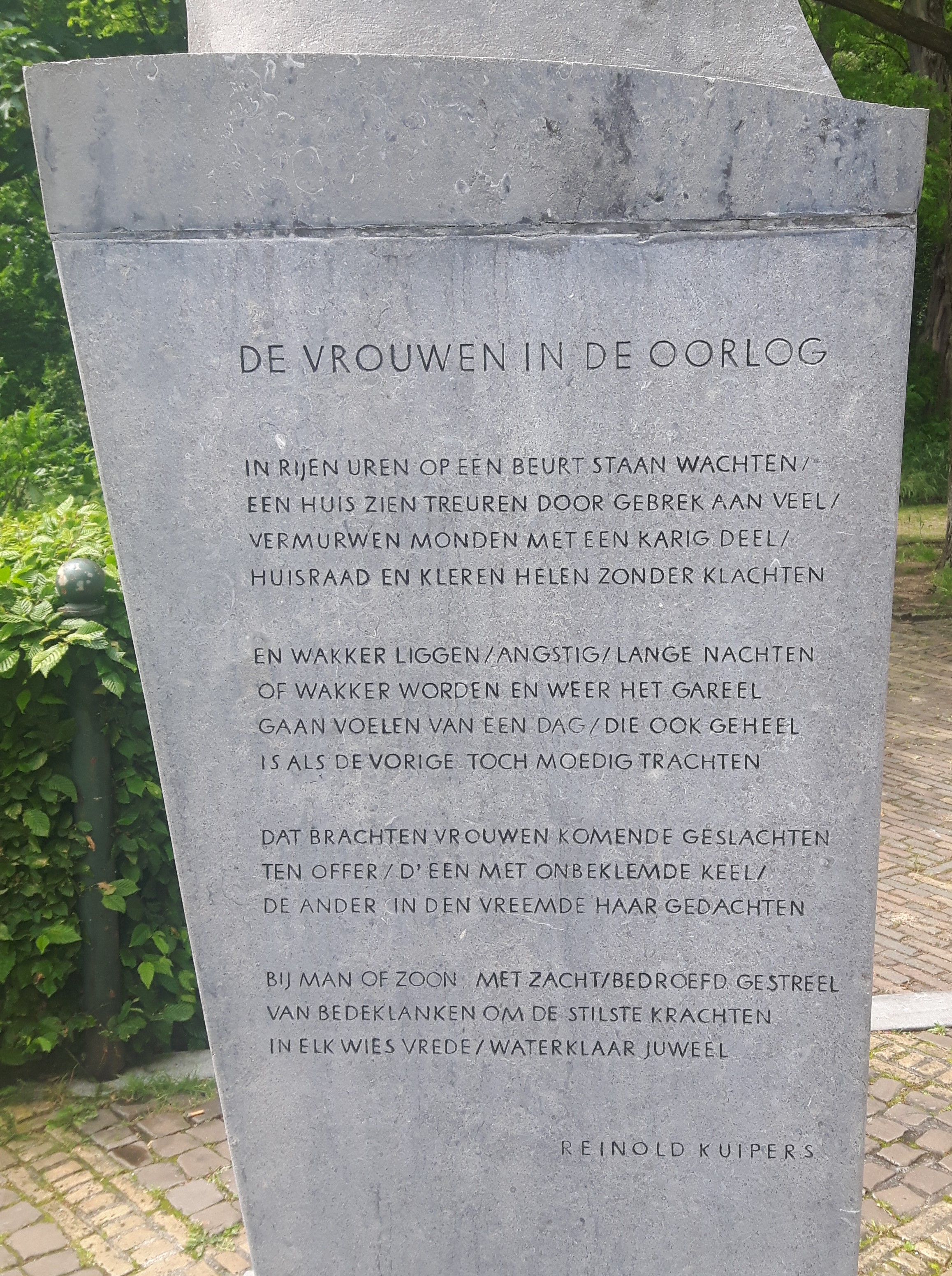
Gedicht 'De vrouwen in de oorlog' op het oorlogsmonument aan de Utrechtsestraat te Arnhem

- Rendez-vous met een Remington (1948)
- Gerezen wit (1990)